# Kędzierzawość

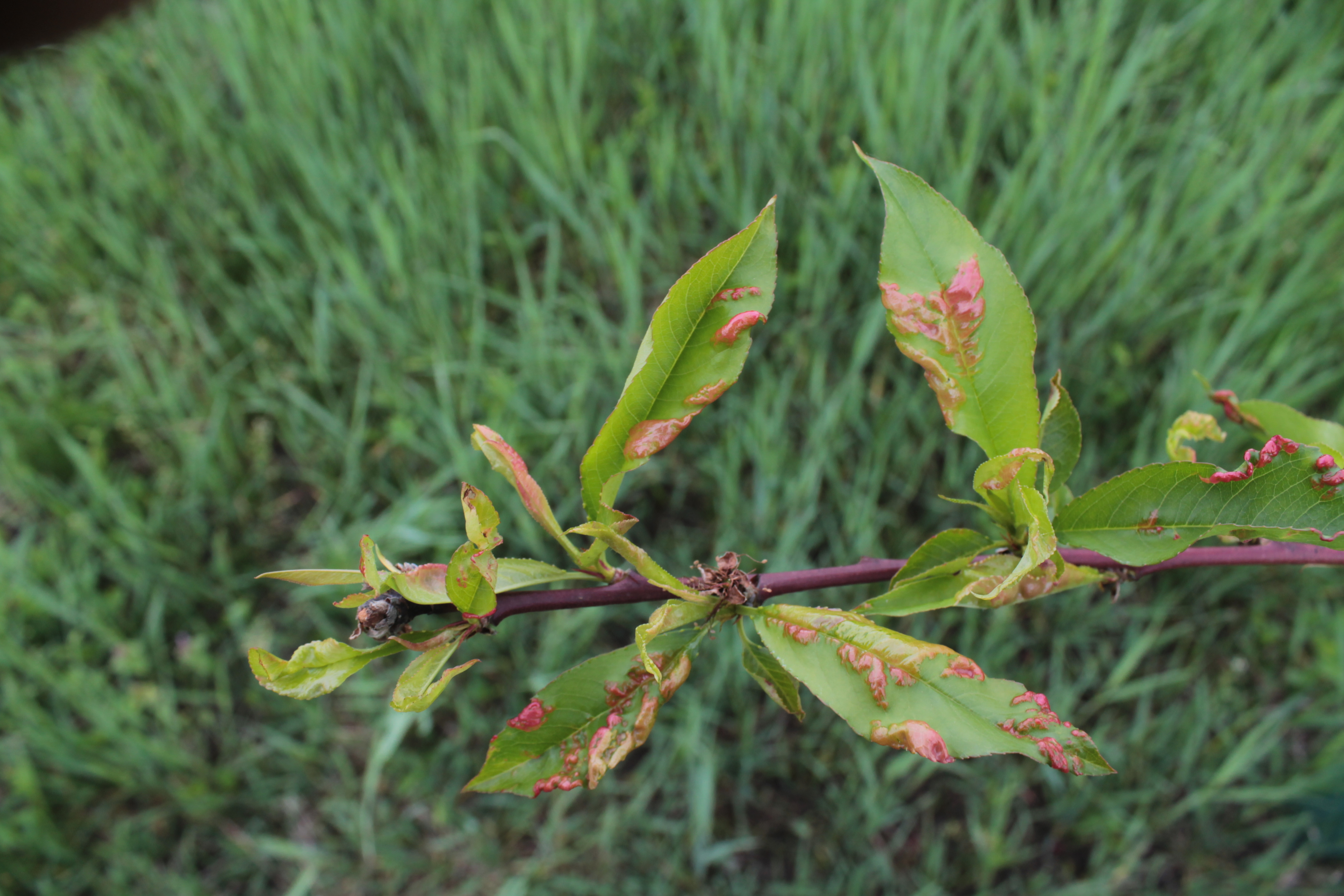
Kędzierzawość liści brzoskwini

Kędzierzawość lub wyboistość blaszek liściowych – jeden z objawów chorób roślin polegający na deformacji blaszki liściowej. Kędzierzawość powodują niektóre wirusowe choroby roślin i grzybopodobne lęgniowce z rodzaju Taphrina. Jej przyczyną jest nierównomierny wzrost różnych miejsc blaszki liściowej. Gdy na liściu występuje w dużym nasileniu typowa dla wirusowych chorób mozaika, jej zielone miejsca rosną dużo szybciej, niż te porażone przez wirusa, wskutek czego blaszka ulega zdeformowaniu.
Przykładem kędzierzawości jest kędzierzawość liści brzoskwini. W chorobie tej oprócz kędzierzawości liści następuje jeszcze ich zmiana zabarwienia w porażonych miejscach.